# Bisera Suljić-Boškailo
Bisera Suljić-Boškailo (geboren 9. Januar 1965 in Tutin, Serbien) ist eine bosnisch-herzegowinische Schriftstellerin.

## Leben
Bisera Boškailo studierte serbokroatische Sprache und Literatur in Sarajevo und Mostar sowie deutsche Sprache und Literatur in Eichstätt. Sie promovierte im Fach deutsche Literatur. Von 2008 bis 2018 unterrichtete sie deutsche Literatur in Sarajevo, Mostar, Bihac (Bosnien) und Novi Pazar (Serbien), an der Internationalen Universität Novi Pazar leitete sie außerdem den Lehrstuhl für Germanistik. Sie übersetzte u. a. Michael Krüger, Wolfgang Borchert und Paul Maar ins Bosnische. Einige ihrer Werke wurden in die deutsche, türkische, englische und albanische Sprache übersetzt. Der Roman „Pešter“ wurde als Schullektüre in Serbien ausgewählt. An der Belgrader Universität wurde eine Dissertation über ihre Romane geschrieben. Der bosnische Schriftsteller Sead Mahmutefendić schrieb im Jahr 2018 eine Monografie über sie und ihre Werke: „Biseras Perlen. Die Jägerin der Träume“.
Sie veröffentlichte viele Werke in Bosnien und Serbien und arbeitet als Journalisten. Als Lyrikerin wurde sie mehrfach ausgezeichnet, u. a. mit dem renommierten Antun-Branko-Šimić-Preis. Ihr Roman „Bilija“ wurde 2009 als bestes Manuskript in Serbien prämiert. Der Roman „Karakondzula“ wurde in Bosnien als Roman des Jahres 2013 ausgezeichnet.
Bisera Boškailo lebt als freie Schriftstellerin und Journalistin in Ingolstadt und Sarajevo.

## Veröffentlichungen

### Lyrik und Romane
- Vilino kolo, (Gedichte), Oslobođenje, Sarajevo (BIH), 1991[7]
- Goli otok, (Roman), Ljiljan, Sarajevo (BIH) 2001, ISBN 978-9958-22-081-4.
- La Perla (Roman), Bosanska riječ, Tuzla (BIH) 2004, ISBN 978-3-936910-13-1.
- Pešter (Roman), Zalihica, Sarajevo (BIH) 2005, ISBN 978-86-7980-092-3.
- Bilija, Roman, Dereta, Belgrad (RS) 2009, ISBN 978-86-7346-745-0.
- Vilino kolo i druge ljubavi (Gedichte), Zalihica, 2006[8]
- Pešter i druga djela (Roman und Auswahl an Rezensionen). El Kelimeh, Novi Pazar (SRB) 2009, ISBN 978-86-7980-092-3.
- Karakondžula (Roman), Bosanska riječ, Tuzla (BiH), Zoro (HRV), Nova Knjiga (MNE) 2012, ISBN 978-9958-12-186-9.
- Vidljivo i nevidljivo (Gedichte), Bosanska riječ, Tuzla (BiH)[9]
- Slika od milion dolara (Roman), Planjax (BiH) 2019, ISBN 978-9958-34-430-5.
- Das Zauberplateau – Pester. Eine Familiengeschichte in sieben Erzählungen. Übersetzt von Astrid Philippsen. Engelsdorfer Verlag, 2020, ISBN 978-3-96145-937-7.
- Das Millionenbild. Roman um Egon Schiele. Übersetzt von Astrid Philippsen. Verlag der 9 Reiche, 2022, ISBN 978-3-948999-95-7.

### Sachbücher
- „Tomas Man na svojim izvorima“ (Monografie: Thomas Mann und seine Quelle), Zalihica, Sarajevo, 2008 – ISBN 978-9958-787-51-5
- „Goti u Bosni. Tragom pisma Bošnjaka Hitleru.“ (Populärwissenschaftliches über die Goten in Bosnien), Bosanska riječ, Tuzla (BIH) 2016 – ISBN 978-9926-427-07-8
- "Die Goten und die Bosnier: Auf den Spuren des Briefes der Bosniaken an Hitler – ISBN 979-8-6358-9119-3

### Übersetzungen ins Bosnische
- Bodo Schäfer, Der Hund namens Many (Jugendliteratur), Pas zvani Many, Bemust, Sarajevo (BIH) 2005
- Michael Krüger, Gedichtauswahl, Gedichte, Izabrane pjesme, Bosanska rijeö, Tuzla 2005
- Paul Maar, Eine Woche voller Samstage, Nedjeljpuna subota (Jugendliteratur), Bosanska riječ, 2007
- Wolfgang Borchert, Draußen vor der Tür. Vani pred vratima, Bosanska riječ, Tuzla (BiH) 2017.